# Lista över fornlämningar i Norrtälje kommun (Närtuna)
Lista över fornlämningar i Norrtälje kommun (Närtuna) är en förteckning av ett urval av de fornlämningar som finns i Närtuna i Norrtälje kommun.
| Namn                              | Lämningstyp                 | Tillkomsttid | Historisk indelning | Plats | Läge                 | ID-nr          | Bild                                      |
| --------------------------------- | --------------------------- | ------------ | ------------------- | ----- | -------------------- | -------------- | ----------------------------------------- |
| Närtuna 7:1                       | Fornborg                    |              | Närtuna, Uppland    |       | 59.707563, 18.219942 | 10006300070001 | Ladda upp en bild av detta fornminne      |
| Närtuna 22:1                      | Gravfält                    |              | Närtuna, Uppland    |       | 59.695161, 18.239074 | 10006300220001 | Ladda upp en bild av detta fornminne      |
| Slems öga (källan) (Närtuna 27:1) | Gravfält                    |              | Närtuna, Uppland    |       | 59.691324, 18.241616 | 10006300270001 | Ladda upp en bild av detta fornminne      |
| Slems öga (källan) (Närtuna 27:2) | Runristning                 |              | Närtuna, Uppland    |       | 59.691163, 18.241426 | 10006300270002 | Ladda upp en till bild av detta fornminne |
| Närtuna 31:1                      | Gravfält                    |              | Närtuna, Uppland    |       | 59.686380, 18.242426 | 10006300310001 | Ladda upp en bild av detta fornminne      |
| Närtuna 32:1                      | Gravfält                    |              | Närtuna, Uppland    |       | 59.686922, 18.245591 | 10006300320001 | Ladda upp en bild av detta fornminne      |
| Närtuna 33:1                      | Hög                         |              | Närtuna, Uppland    |       | 59.687856, 18.246080 | 10006300330001 | Ladda upp en bild av detta fornminne      |
| Närtuna 33:2                      | Stensättning                |              | Närtuna, Uppland    |       | 59.687916, 18.246209 | 10006300330002 | Ladda upp en bild av detta fornminne      |
| Närtuna 33:3                      | Stensättning                |              | Närtuna, Uppland    |       | 59.688024, 18.246199 | 10006300330003 | Ladda upp en bild av detta fornminne      |
| Närtuna 36:1                      | Hög                         |              | Närtuna, Uppland    |       | 59.686330, 18.235956 | 10006300360001 | Ladda upp en bild av detta fornminne      |
| Närtuna 36:3                      | Stensättning                |              | Närtuna, Uppland    |       | 59.686375, 18.236556 | 10006300360003 | Ladda upp en bild av detta fornminne      |
| Närtuna 37:1                      | Hög                         |              | Närtuna, Uppland    |       | 59.687229, 18.233048 | 10006300370001 | Ladda upp en bild av detta fornminne      |
| Närtuna 37:2                      | Stensättning                |              | Närtuna, Uppland    |       | 59.687538, 18.233070 | 10006300370002 | Ladda upp en bild av detta fornminne      |
| Närtuna 38:1                      | Gravfält                    |              | Närtuna, Uppland    |       | 59.685705, 18.233500 | 10006300380001 | Ladda upp en bild av detta fornminne      |
| Närtuna 41:1                      | Gravfält                    |              | Närtuna, Uppland    |       | 59.686918, 18.231378 | 10006300410001 | Ladda upp en bild av detta fornminne      |
| Närtuna 42:1                      | Stensättning                |              | Närtuna, Uppland    |       | 59.687418, 18.230845 | 10006300420001 | Ladda upp en bild av detta fornminne      |
| Närtuna 43:1                      | Gravfält                    |              | Närtuna, Uppland    |       | 59.688098, 18.231144 | 10006300430001 | Ladda upp en bild av detta fornminne      |
| Närtuna 44:1                      | Hög                         |              | Närtuna, Uppland    |       | 59.689315, 18.230728 | 10006300440001 | Ladda upp en bild av detta fornminne      |
| Närtuna 44:2                      | Stensättning                |              | Närtuna, Uppland    |       | 59.689394, 18.230822 | 10006300440002 | Ladda upp en bild av detta fornminne      |
| Närtuna 46:1                      | Gravfält                    |              | Närtuna, Uppland    |       | 59.681813, 18.229105 | 10006300460001 | Ladda upp en bild av detta fornminne      |
| Närtuna 47:1                      | Stensättning                |              | Närtuna, Uppland    |       | 59.680416, 18.229720 | 10006300470001 | Ladda upp en bild av detta fornminne      |
| Närtuna 48:1                      | Stensättning                |              | Närtuna, Uppland    |       | 59.679806, 18.231036 | 10006300480001 | Ladda upp en bild av detta fornminne      |
| Närtuna 48:2                      | Stensättning                |              | Närtuna, Uppland    |       | 59.679896, 18.231133 | 10006300480002 | Ladda upp en bild av detta fornminne      |
| Närtuna 48:3                      | Stensättning                |              | Närtuna, Uppland    |       | 59.679900, 18.230879 | 10006300480003 | Ladda upp en bild av detta fornminne      |
| Närtuna 50:1                      | Gravfält                    |              | Närtuna, Uppland    |       | 59.680075, 18.233150 | 10006300500001 | Ladda upp en bild av detta fornminne      |
| Närtuna 51:2                      | Stensättning                |              | Närtuna, Uppland    |       | 59.680881, 18.235085 | 10006300510002 | Ladda upp en bild av detta fornminne      |
| Närtuna 53:1                      | Gravfält                    |              | Närtuna, Uppland    |       | 59.680777, 18.236380 | 10006300530001 | Ladda upp en bild av detta fornminne      |
| Närtuna 58:1                      | Stensättning                |              | Närtuna, Uppland    |       | 59.680074, 18.243353 | 10006300580001 | Ladda upp en bild av detta fornminne      |
| Närtuna 61:1                      | Hällristning                |              | Närtuna, Uppland    |       | 59.680241, 18.223883 | 10006300610001 | Ladda upp en bild av detta fornminne      |
| Närtuna 63:1                      | Gravfält                    |              | Närtuna, Uppland    |       | 59.679968, 18.222674 | 10006300630001 | Ladda upp en bild av detta fornminne      |
| Närtuna 65:1                      | Stensättning                |              | Närtuna, Uppland    |       | 59.682135, 18.215766 | 10006300650001 | Ladda upp en bild av detta fornminne      |
| Närtuna 66:1                      | Gravfält                    |              | Närtuna, Uppland    |       | 59.683013, 18.220432 | 10006300660001 | Ladda upp en bild av detta fornminne      |
| Närtuna 67:1                      | Gravfält                    |              | Närtuna, Uppland    |       | 59.686673, 18.215851 | 10006300670001 | Ladda upp en bild av detta fornminne      |
| Närtuna 72:1                      | Stensättning                |              | Närtuna, Uppland    |       | 59.687228, 18.222918 | 10006300720001 | Ladda upp en bild av detta fornminne      |
| Närtuna 72:2                      | Hög                         |              | Närtuna, Uppland    |       | 59.686903, 18.222839 | 10006300720002 | Ladda upp en bild av detta fornminne      |
| Närtuna 73:1                      | Stensättning                |              | Närtuna, Uppland    |       | 59.687047, 18.224407 | 10006300730001 | Ladda upp en bild av detta fornminne      |
| Närtuna 74:1                      | Gravfält                    |              | Närtuna, Uppland    |       | 59.688949, 18.224248 | 10006300740001 | Ladda upp en bild av detta fornminne      |
| Närtuna 77:1                      | Gravfält                    |              | Närtuna, Uppland    |       | 59.687118, 18.209510 | 10006300770001 | Ladda upp en bild av detta fornminne      |
| Närtuna 78:1                      | Gravfält                    |              | Närtuna, Uppland    |       | 59.688287, 18.206403 | 10006300780001 | Ladda upp en bild av detta fornminne      |
| Närtuna 80:1                      | Gravfält                    |              | Närtuna, Uppland    |       | 59.687112, 18.206244 | 10006300800001 | Ladda upp en bild av detta fornminne      |
| Närtuna 84:1                      | Hög                         |              | Närtuna, Uppland    |       | 59.692059, 18.207540 | 10006300840001 | Ladda upp en bild av detta fornminne      |
| Närtuna 84:2                      | Hög                         |              | Närtuna, Uppland    |       | 59.692083, 18.207754 | 10006300840002 | Ladda upp en bild av detta fornminne      |
| Närtuna 87:1                      | Gravfält                    |              | Närtuna, Uppland    |       | 59.692381, 18.203767 | 10006300870001 | Ladda upp en bild av detta fornminne      |
| Närtuna 89:1                      | Gravfält                    |              | Närtuna, Uppland    |       | 59.693129, 18.231278 | 10006300890001 | Ladda upp en bild av detta fornminne      |
| Närtuna 90:1                      | Hög                         |              | Närtuna, Uppland    |       | 59.693852, 18.230065 | 10006300900001 | Ladda upp en bild av detta fornminne      |
| Närtuna 92:1                      | Gravfält                    |              | Närtuna, Uppland    |       | 59.690655, 18.227159 | 10006300920001 | Ladda upp en till bild av detta fornminne |
| Närtuna 94:1                      | Gravfält                    |              | Närtuna, Uppland    |       | 59.692002, 18.195918 | 10006300940001 | Ladda upp en bild av detta fornminne      |
| Närtuna 95:1                      | Gravfält                    |              | Närtuna, Uppland    |       | 59.688491, 18.202125 | 10006300950001 | Ladda upp en bild av detta fornminne      |
| Närtuna 95:2                      | Gravfält                    |              | Närtuna, Uppland    |       | 59.687890, 18.200533 | 10006300950002 | Ladda upp en bild av detta fornminne      |
| Närtuna 101:1                     | Gravfält                    |              | Närtuna, Uppland    |       | 59.698706, 18.198741 | 10006301010001 | Ladda upp en bild av detta fornminne      |
| Närtuna 102:1                     | Runristning                 |              | Närtuna, Uppland    |       | 59.693122, 18.190878 | 10006301020001 | Ladda upp en bild av detta fornminne      |
| Närtuna 108:1                     | Stensättning                |              | Närtuna, Uppland    |       | 59.698723, 18.192643 | 10006301080001 | Ladda upp en bild av detta fornminne      |
| Närtuna 111:1                     | Stensättning                |              | Närtuna, Uppland    |       | 59.687226, 18.198720 | 10006301110001 | Ladda upp en bild av detta fornminne      |
| Närtuna 113:1                     | Gravfält                    |              | Närtuna, Uppland    |       | 59.686072, 18.193066 | 10006301130001 | Ladda upp en bild av detta fornminne      |
| Närtuna 114:1                     | Röse                        |              | Närtuna, Uppland    |       | 59.687583, 18.195085 | 10006301140001 | Ladda upp en bild av detta fornminne      |
| Närtuna 114:2                     | Stensättning                |              | Närtuna, Uppland    |       | 59.687618, 18.194643 | 10006301140002 | Ladda upp en bild av detta fornminne      |
| Närtuna 118:1                     | Gravfält                    |              | Närtuna, Uppland    |       | 59.691826, 18.237102 | 10006301180001 | Ladda upp en bild av detta fornminne      |
| Närtuna 119:1                     | Stensättning                |              | Närtuna, Uppland    |       | 59.695955, 18.238893 | 10006301190001 | Ladda upp en bild av detta fornminne      |
| Närtuna 121:1                     | Gravfält                    |              | Närtuna, Uppland    |       | 59.684918, 18.180850 | 10006301210001 | Ladda upp en bild av detta fornminne      |
| Närtuna 122:1                     | Hög                         |              | Närtuna, Uppland    |       | 59.681618, 18.180102 | 10006301220001 | Ladda upp en bild av detta fornminne      |
| Närtuna 123:1                     | Hög                         |              | Närtuna, Uppland    |       | 59.682979, 18.181432 | 10006301230001 | Ladda upp en bild av detta fornminne      |
| Närtuna 123:2                     | Hög                         |              | Närtuna, Uppland    |       | 59.682826, 18.181422 | 10006301230002 | Ladda upp en bild av detta fornminne      |
| Närtuna 124:1                     | Hög                         |              | Närtuna, Uppland    |       | 59.684142, 18.164227 | 10006301240001 | Ladda upp en bild av detta fornminne      |
| Närtuna 126:1                     | Stensättning                |              | Närtuna, Uppland    |       | 59.687514, 18.183003 | 10006301260001 | Ladda upp en bild av detta fornminne      |
| Närtuna 127:1                     | Stensättning                |              | Närtuna, Uppland    |       | 59.686960, 18.177426 | 10006301270001 | Ladda upp en bild av detta fornminne      |
| Närtuna 128:1                     | Stensättning                |              | Närtuna, Uppland    |       | 59.687181, 18.179287 | 10006301280001 | Ladda upp en bild av detta fornminne      |
| Närtuna 129:1                     | Gravfält                    |              | Närtuna, Uppland    |       | 59.694939, 18.163989 | 10006301290001 | Ladda upp en bild av detta fornminne      |
| Närtuna 130:1                     | Hög                         |              | Närtuna, Uppland    |       | 59.695117, 18.155478 | 10006301300001 | Ladda upp en bild av detta fornminne      |
| Närtuna 138:1                     | Gravfält                    |              | Närtuna, Uppland    |       | 59.721134, 18.172331 | 10006301380001 | Ladda upp en bild av detta fornminne      |
| Närtuna 139:1                     | Stensättning                |              | Närtuna, Uppland    |       | 59.719253, 18.177847 | 10006301390001 | Ladda upp en bild av detta fornminne      |
| Närtuna 140:1                     | Hög                         |              | Närtuna, Uppland    |       | 59.725520, 18.177146 | 10006301400001 | Ladda upp en bild av detta fornminne      |
| Närtuna 143:1                     | Gravfält                    |              | Närtuna, Uppland    |       | 59.722422, 18.180676 | 10006301430001 | Ladda upp en bild av detta fornminne      |
| Närtuna 146:1                     | Runristning                 |              | Närtuna, Uppland    |       | 59.693379, 18.151590 | 10006301460001 | Ladda upp en bild av detta fornminne      |
| Närtuna 151:1                     | Hög                         |              | Närtuna, Uppland    |       | 59.683266, 18.233044 | 10006301510001 | Ladda upp en bild av detta fornminne      |
| Närtuna 153:1                     | Gravfält                    |              | Närtuna, Uppland    |       | 59.694296, 18.235591 | 10006301530001 | Ladda upp en bild av detta fornminne      |
| Närtuna 154:1                     | Runristning                 |              | Närtuna, Uppland    |       | 59.690896, 18.233454 | 10006301540001 | Ladda upp en till bild av detta fornminne |
| Närtuna 154:2                     | Grav markerad av sten/block |              | Närtuna, Uppland    |       | 59.690536, 18.233246 | 10006301540002 | Ladda upp en bild av detta fornminne      |
| Närtuna 156:1                     | Stensättning                |              | Närtuna, Uppland    |       | 59.700253, 18.232677 | 10006301560001 | Ladda upp en bild av detta fornminne      |
| Närtuna 160:1                     | Stensättning                |              | Närtuna, Uppland    |       | 59.693500, 18.179977 | 10006301600001 | Ladda upp en bild av detta fornminne      |
| Närtuna 169:1                     | Hög                         |              | Närtuna, Uppland    |       | 59.720408, 18.157245 | 10006301690001 | Ladda upp en bild av detta fornminne      |
| Närtuna 169:2                     | Stensättning                |              | Närtuna, Uppland    |       | 59.720489, 18.157285 | 10006301690002 | Ladda upp en bild av detta fornminne      |
| Närtuna 169:3                     | Stensättning                |              | Närtuna, Uppland    |       | 59.720741, 18.156379 | 10006301690003 | Ladda upp en bild av detta fornminne      |
| Närtuna 174:1                     | Hög                         |              | Närtuna, Uppland    |       | 59.684602, 18.182638 | 10006301740001 | Ladda upp en bild av detta fornminne      |
| Närtuna 207:1                     | Gravfält                    |              | Närtuna, Uppland    |       | 59.692146, 18.247457 | 10006302070001 | Ladda upp en bild av detta fornminne      |
| Närtuna 212:1                     | Stensättning                |              | Närtuna, Uppland    |       | 59.692027, 18.256238 | 10006302120001 | Ladda upp en bild av detta fornminne      |
| Närtuna 215:1                     | Stensättning                |              | Närtuna, Uppland    |       | 59.692226, 18.255250 | 10006302150001 | Ladda upp en bild av detta fornminne      |
| Närtuna 228:1                     | Gravfält                    |              | Närtuna, Uppland    |       | 59.673973, 18.252654 | 10006302280001 | Ladda upp en bild av detta fornminne      |
| Närtuna 229:1                     | Stensättning                |              | Närtuna, Uppland    |       | 59.675802, 18.250383 | 10006302290001 | Ladda upp en bild av detta fornminne      |
| Närtuna 233:1                     | Stensättning                |              | Närtuna, Uppland    |       | 59.685973, 18.250407 | 10006302330001 | Ladda upp en bild av detta fornminne      |
| Närtuna 240:1                     | Röse                        |              | Närtuna, Uppland    |       | 59.704076, 18.276322 | 10006302400001 | Ladda upp en bild av detta fornminne      |
| Närtuna 241:1                     | Stensättning                |              | Närtuna, Uppland    |       | 59.704865, 18.276911 | 10006302410001 | Ladda upp en bild av detta fornminne      |
| Närtuna 242:1                     | Stensättning                |              | Närtuna, Uppland    |       | 59.705195, 18.278001 | 10006302420001 | Ladda upp en bild av detta fornminne      |
| Närtuna 245:1                     | Hög                         |              | Närtuna, Uppland    |       | 59.675253, 18.226089 | 10006302450001 | Ladda upp en bild av detta fornminne      |
| Närtuna 246:1                     | Stensättning                |              | Närtuna, Uppland    |       | 59.675357, 18.224482 | 10006302460001 | Ladda upp en bild av detta fornminne      |
| Närtuna 248:1                     | Gravfält                    |              | Närtuna, Uppland    |       | 59.708776, 18.135940 | 10006302480001 | Ladda upp en bild av detta fornminne      |
| Närtuna 249:2                     | Stensättning                |              | Närtuna, Uppland    |       | 59.694576, 18.263907 | 10006302490002 | Ladda upp en bild av detta fornminne      |
| Närtuna 250:1                     | Stensättning                |              | Närtuna, Uppland    |       | 59.694808, 18.264755 | 10006302500001 | Ladda upp en bild av detta fornminne      |
| Närtuna 255:1                     | Slott/herresäte             |              | Närtuna, Uppland    |       | 59.687239, 18.310463 | 10006302550001 | Ladda upp en bild av detta fornminne      |
| Närtuna 257:1                     | Gravfält                    |              | Närtuna, Uppland    |       | 59.687917, 18.302569 | 10006302570001 | Ladda upp en bild av detta fornminne      |
| Närtuna 260:1                     | Hög                         |              | Närtuna, Uppland    |       | 59.712812, 18.142915 | 10006302600001 | Ladda upp en bild av detta fornminne      |
| Närtuna 260:2                     | Hög                         |              | Närtuna, Uppland    |       | 59.713029, 18.142787 | 10006302600002 | Ladda upp en bild av detta fornminne      |
| Närtuna 261:1                     | Gravfält                    |              | Närtuna, Uppland    |       | 59.711957, 18.149925 | 10006302610001 | Ladda upp en bild av detta fornminne      |
| Närtuna 262:1                     | Gravfält                    |              | Närtuna, Uppland    |       | 59.715853, 18.151713 | 10006302620001 | Ladda upp en bild av detta fornminne      |
| Närtuna 264:1                     | Gravfält                    |              | Närtuna, Uppland    |       | 59.713171, 18.154190 | 10006302640001 | Ladda upp en bild av detta fornminne      |
| Närtuna 265:1                     | Gravfält                    |              | Närtuna, Uppland    |       | 59.712672, 18.155761 | 10006302650001 | Ladda upp en bild av detta fornminne      |
| Närtuna 265:2                     | Stensättning                |              | Närtuna, Uppland    |       | 59.713040, 18.156474 | 10006302650002 | Ladda upp en bild av detta fornminne      |
| Närtuna 266:1                     | Stensättning                |              | Närtuna, Uppland    |       | 59.719290, 18.155360 | 10006302660001 | Ladda upp en bild av detta fornminne      |
| Närtuna 267:1                     | Gravfält                    |              | Närtuna, Uppland    |       | 59.721473, 18.155762 | 10006302670001 | Ladda upp en bild av detta fornminne      |
| Närtuna 268:1                     | Gravfält                    |              | Närtuna, Uppland    |       | 59.721101, 18.158902 | 10006302680001 | Ladda upp en bild av detta fornminne      |
| Närtuna 269:1                     | Gravfält                    |              | Närtuna, Uppland    |       | 59.722995, 18.140106 | 10006302690001 | Ladda upp en bild av detta fornminne      |
| Närtuna 270:1                     | Gravfält                    |              | Närtuna, Uppland    |       | 59.709523, 18.131824 | 10006302700001 | Ladda upp en bild av detta fornminne      |
| Närtuna 271:1                     | Stensättning                |              | Närtuna, Uppland    |       | 59.707214, 18.135915 | 10006302710001 | Ladda upp en bild av detta fornminne      |
| Närtuna 273:1                     | Gravfält                    |              | Närtuna, Uppland    |       | 59.720206, 18.155293 | 10006302730001 | Ladda upp en bild av detta fornminne      |
| Närtuna 274:1                     | Stensättning                |              | Närtuna, Uppland    |       | 59.718758, 18.153264 | 10006302740001 | Ladda upp en bild av detta fornminne      |
| Närtuna 274:2                     | Stensättning                |              | Närtuna, Uppland    |       | 59.719129, 18.153661 | 10006302740002 | Ladda upp en bild av detta fornminne      |
| Närtuna 274:3                     | Stensättning                |              | Närtuna, Uppland    |       | 59.718589, 18.153233 | 10006302740003 | Ladda upp en bild av detta fornminne      |
| Närtuna 278:1                     | Fornborg                    |              | Närtuna, Uppland    |       | 59.714467, 18.303396 | 10006302780001 | Ladda upp en bild av detta fornminne      |
| Närtuna 281:1                     | Stensättning                |              | Närtuna, Uppland    |       | 59.676812, 18.220514 | 10006302810001 | Ladda upp en bild av detta fornminne      |
| Närtuna 284:1                     | Stensättning                |              | Närtuna, Uppland    |       | 59.679801, 18.223906 | 10006302840001 | Ladda upp en bild av detta fornminne      |
| Närtuna 287:1                     | Röse                        |              | Närtuna, Uppland    |       | 59.682914, 18.217632 | 10006302870001 | Ladda upp en bild av detta fornminne      |
| Närtuna 290:1                     | Stensättning                |              | Närtuna, Uppland    |       | 59.701165, 18.219412 | 10006302900001 | Ladda upp en bild av detta fornminne      |
| Närtuna 307:1                     | Stensättning                |              | Närtuna, Uppland    |       | 59.706683, 18.138760 | 10006303070001 | Ladda upp en bild av detta fornminne      |